# Mundochthonius alpinus
Mundochthonius alpinus es una especie de arácnido  del orden Pseudoscorpionida de la familia Chthoniidae.

## Distribución geográfica
Se encuentra en Austria.